# Alberto Zaccheroni
Alberto Zaccheroni, född 1 april 1953, är en italiensk tidigare fotbollsspelare och sedermera tränare.